# 洪德镇
洪德镇，是中华人民共和国甘肃省庆阳市环县下辖的一个乡镇级行政单位。
2014年，甘肃省民政厅批复同意撤销洪德乡，设立洪德镇。

## 行政区划
洪德镇下辖以下地区：
寇河村、耿原畔村、新集子村、丁阳渠村、梁岔村、私盐路村、苗河村、李原村、大户原村、张崾岘村、李达掌村、苏长沟村、河连湾村、洪德街村、马原村、肖关村、许旗村、张原村和赵洼村。